# Tapinothele
Tapinothele is een monotypisch geslacht van spinnen uit de  familie van de kraamwebspinnen (Pisauridae).

## Soort
- Tapinothele astuta Simon, 1898